# Vorkaufsrecht
Vorkaufsrecht ist das Recht, in einen Kaufvertrag durch einseitige empfangsbedürftige Willenserklärung gegenüber dem Verkäufer als Käufer eintreten zu dürfen.

## Geschichte
Bereits das römische Recht kannte das Vorkaufsrecht (ius praeemptionis) als ein Vorzugsrecht, wenn Grundstücke in einem Dorf zuerst den Mitgliedern der Dorfgemeinschaft anzubieten waren. Es räumte dem Berechtigten das Recht ein, bei Vertragsanbahnungen den Vorzug vor Dritten zu erhalten. Vorausgesetzt waren der Verkaufswille des Eigentümers und der Wille des Vorkaufsberechtigten, unter denselben Bedingungen zu erwerben wie der Dritte. Der spätantike Codex Iustinianus wies an, dass Vorkaufsrechte vornehmlich dem Gläubiger, dessen Verwandten und dem Erbzinsherrn (Emphyteuse) zustanden.
Das mittelalterliche Stapelrecht der Gemeinden (ius emporii) galt als Vorkaufsrecht. So gewährte Konrad von Hochstaden, Erzbischof von Köln am 7. Mai 1259 das Stapelrecht, wonach alle Waren – insbesondere die auf dem Rhein transportierten – drei Tage den Kölner Bürgern zum Kauf angeboten werden mussten. Diese Regelung verschaffte den Kölner Patriziern einen bedeutenden Reichtum, übernommen von einer Vielzahl deutscher Gemeinden. Erst Kaspar von Stieler erwähnte 1691 erstmals das Kompositum Vorkaufsrecht. Das Allgemeine Preußische Landrecht (prALR) von 1794 sah die Eintragung des Vorkaufsrechts in ein Register vor und verlieh ihm damit den Status eines dinglichen Rechts: „Das Vorkaufsrecht ist die Befugnis, eine von dem Eigentümer an einen Dritten verkaufte Sache, unter den Bedingungen des geschlossenen Kaufs, oder unter gewissen, im Voraus bestimmten Bedingungen, käuflich zu übernehmen“ (I 20, § 570 APL). Das österreichische ABGB statuierte 1812 eine Legaldefinition.
In Reinhold Johows Teilentwurf des deutschen Sachenrechts von 1880 war das Vorkaufsrecht in den §§ 92–99 geregelt. Gemäß § 93 Abs. 1 des Entwurfs steht das Vorkaufsrecht der Wirksamkeit weiterer Belastungen des Grundstückes grundsätzlich nicht entgegen. Das im Januar 1900 in Kraft getretene BGB übernahm sowohl die schuldrechtliche (§§ 463–473 BGB) als auch die dingliche Variante (§§ 1094–1104 BGB).
Zu den frühen Formen von Vorkaufsrechten gehören der bäuerliche Anfailzwang und das Näherrecht.

## Ausübung des Vorkaufsrechts
Voraussetzung für die Ausübung des Vorkaufsrechts ist der Eintritt des Vorkaufsfalls (§ 463 BGB), also der Abschluss eines wirksamen Kaufvertrages über den das Vorkaufsrecht betreffenden Gegenstand zwischen Vorkaufsverpflichtetem und Drittkäufer. Die Ausübung des Vorkaufsrechts erfolgt durch Erklärung des Vorkaufsberechtigten gegenüber dem Vorkaufsverpflichteten. Diese bedarf nicht der für den Kaufvertrag bestimmten Form (§ 464 Abs. 1 BGB), wohl aber der spätere Kaufvertrag selbst. Die Ausübung hat unter Wahrung der gesetzlichen Ausschlussfristen zu erfolgen (§ 469 Abs. 2 BGB).

## Folgen
Der Vorkäufer tritt durch die Ausübung seines Vorkaufsrechtes nicht in den bestehenden Kaufvertrag ein, sondern es entsteht ein eigenständiger Kaufvertrag. Deshalb ist auch der Kaufvertrag zwischen dem Verkäufer und dem Dritten wirksam. Üblicherweise wird sich der Verkäufer daher gegenüber dem Dritten ein Rücktrittsrecht, für den Fall der Ausübung des Vorkaufsrechts durch den Berechtigten, einräumen lassen, um nicht das Risiko einzugehen, gegenüber zwei Personen zur Übereignung derselben Sache verpflichtet zu sein. Der Vorkaufsberechtigte ist gegen eine anderweitige Veräußerung, wie etwa einen Tausch oder eine Schenkung, nicht geschützt, es sei denn, es liegt ein Umgehungsgeschäft vor, das sich nur schwer nachweisen lassen wird. Vorkaufsrechte werden häufig von rechtsunkundigen Personen nicht von anderen ähnlichen Rechtsgeschäften unterschieden. Es kann sich auch um ein Ankaufsrecht, eine Vorhand oder Option handeln. Da das Vorkaufsrecht für alle Parteien Rechtsfolgen nach sich zieht, ist genau zu klären, was gewollt ist. Dadurch kann  Rechtsunsicherheit oder ein Schadensersatzrisiko vermieden werden. Bei Grundbesitz mit Vorkaufsrecht ist u. U. die Form zu beachten.

## Arten

### Schuldrechtliches Vorkaufsrecht
Besteht ein schuldrechtliches Vorkaufsrecht, so kann der Verkäufer auch an einen Dritten verkaufen – im Falle eines Verkaufs an einen Dritten könnte der Vorkaufsberechtigte jedoch Schadensersatzansprüche gegen den Verkäufer geltend machen. Das schuldrechtliche Vorkaufsrecht ist in den §§ 463–473 BGB geregelt. Es kann für bewegliche und unbewegliche Sachen durch Vereinbarung zwischen Eigentümer und Vorkaufsberechtigtem begründet werden. Das persönliche Vorkaufsrecht schafft nur zwischen diesen beiden Personen Rechtsbeziehungen und wirkt nicht dinglich (sachenrechtlich), bewirkt also keine Belastung der Sache und ist deshalb gegenüber Dritten ohne Wirkung.

### Dingliches Vorkaufsrecht
Ein dingliches Vorkaufsrecht wird bei Grundstücken oder grundstücksgleichen Rechten im Grundbuch eingetragen. Dem Vorkaufsberechtigten wird kein fester Kaufpreis versprochen, sondern der Vorkaufsberechtigte kann das Grundstück zum selben Preis erwerben wie ein Dritter, mit dem ein Grundstückskaufvertrag geschlossen wurde (üblicherweise mit dem Vorbehalt des Rücktritts, falls das Vorkaufsrecht ausgeübt wird).
Das dingliche Vorkaufsrecht ist in den § 1094 ff. BGB geregelt und kann nur für Grundstücke und grundstücksgleiche Rechte bestellt werden. Es lastet auf der Sache selbst, es handelt sich dabei also um ein echtes Sachenrecht. Als solches entsteht ein dingliches Vorkaufsrecht gemäß § 873 BGB durch dingliche Einigung und Eintragung im Grundbuch. Sofern der Einräumung des dinglichen Rechts keine causa (Rechtsgrund) zu Grunde liegt, kann es nach den Regeln der ungerechtfertigten Bereicherung wieder herausverlangt werden.
Regelmäßig wird ein dingliches Vorkaufsrecht bestellt, um ein schuldrechtliches Vorkaufsrecht dinglich abzusichern. In diesem Fall ist sein Rechtsgrund eine Sicherungsabrede. Das dingliche Vorkaufsrecht kann zu Gunsten einer bestimmten Person, aber auch zu Gunsten des jeweiligen Eigentümers eines anderen Grundstücks bestellt werden.

## Gesetzliche Vorkaufsrechte
Gesetze räumen bei Vorliegen der gesetzlichen Voraussetzungen bestimmten Vorkaufsbegünstigten ein Vorkaufsrecht ein:
- Nach § 577 BGB hat der Mieter einer Wohnung ein Vorkaufsrecht, wenn die Wohnung in eine Eigentumswohnung umgewandelt wird und der Vermieter die Eigentumswohnung an einen Dritten verkaufen möchte. Dem Mieter steht nach einem Urteil des Bundesgerichtshofs (BGH) ein Schadensersatzanspruch zu, wenn ihm kein Vorkaufsrecht eingeräumt wird.[5]
- Den Miterben steht im Fall des Verkaufs eines Miterbenanteils das Vorkaufsrecht nach § 2034 BGB zu.
- Nach § 24 Baugesetzbuch (BauGB) besteht in bestimmten Fällen ein gesetzliches Vorkaufsrecht zugunsten der Gemeinde zwecks Sicherung ihrer Bauleitplanung. Es wird zwischen dem sogenannten „allgemeinen“ (§ 24 BauGB) und dem „besonderen“ (§ 25 BauGB) Vorkaufsrecht unterschieden. Zum Abschluss eines Grundstückskaufvertrages ist eine Erklärung von der Gemeinde über das Bestehen und die Ausübung des Vorkaufsrechtes (bzw. auf dessen Verzicht) erforderlich. Die Gemeinde wird, wenn sie das Vorkaufsrecht nicht ausübt, eine sogenannte Vorkaufsrechtsverzichtserklärung (Negativattest) abgeben, die durch den beurkundenden Notar bei der Gemeinde beantragt und meist für den Erwerber gebührenpflichtig ist. Grundbuchämter dürfen Grundstückskaufverträge nur im Grundbuch eintragen, wenn das so genannte Negativattest vorliegt (§ 2 Abs. 2 GVO). Das allgemeine Vorkaufsrecht der Gemeinde ist nicht im Grundbuch eingetragen, muss aber seit Kenntnis der Gemeinde innerhalb von zwei Monaten durch Verwaltungsakt ausgeübt werden (§ 28 Abs. 2 BauGB).[6]
- Ein weiteres gesetzliches Vorkaufsrecht findet sich im Reichssiedlungsgesetz, ebenso in einigen landesrechtlichen Denkmalschutzgesetzen (etwa § 22 Denkmalschutzgesetz Mecklenburg-Vorpommern), Seilbahngesetzen oder sonstigen Spezialvorschriften. Auch das Eisenbahngesetz und eine Vielzahl anderer Normen sind zu beachten. Da es keine allgemeine verbindliche Übersicht gibt, wäre ein Kataster der gesetzlichen Vorkaufsrechte sinnvoll.
- Auch im nordrhein-westfälischen Landschaftsgesetz wurde im Rahmen der Gesetzesnovellierung vom Mai 2005 den Trägern der Landschaftsplanung (Kreise, kreisfreie Städte) ein gesetzliches Vorkaufsrecht eingeräumt. Dieses Vorkaufsrecht dient dazu, bestimmte Maßnahmen des Landschaftsplanes umzusetzen (vgl. § 36a LG NRW).
- Nach Naturschutzrecht, z. B. § 48 Niedersächsisches Naturschutzgesetz[7], steht der öffentlichen Hand an Grundstücken, die ganz oder teilweise in einem Naturschutzgebiet oder Nationalpark liegen oder auf denen sich ein Naturdenkmal befindet, ein Vorkaufsrecht zu.

Gesetzliche Vorkaufsrechte müssen den Begünstigten nicht erst durch Rechtsgeschäft eingeräumt werden, sondern bestehen kraft Gesetzes und sind deshalb von den Normadressaten zu beachten.

## Österreich
In Österreich ist das Vorkaufsrecht in den §§ 1072 ff. ABGB ähnlich wie in Deutschland geregelt. Es ist ein höchstpersönliches Recht, das ins Grundbuch eingetragen werden kann (§ 1073 ABGB). Vorkaufsrechte müssen bei beweglichen Sachen innerhalb von 24 Stunden, bei Grundstücken innerhalb von 30 Tagen durch den Vorkaufsberechtigten wahrgenommen werden, ansonsten erlöschen sie (§ 1075 ABGB). Das Vorkaufsrecht kann nur ausgeübt werden, wenn der Vorkaufsberechtigte den von einem Dritten angebotenen Kaufpreis und die übrigen Vertragsbedingungen erfüllt (§ 1077 ABGB).

## Schweiz
In der Schweiz kann gemäß Art. 22 Obligationenrecht ein Vorkaufsrecht an einem Grundstück durch einen als Reservationsvereinbarung bezeichneten Vorvertrag begründet werden. Vorkaufsrechte, welche den Kaufpreis nicht im Voraus bestimmen, sind in schriftlicher Form gültig. Es ist ein persönliches (obligatorisches) Recht (Art. 959 Abs. 1 ZGB); ein dingliches Vorkaufsrecht, wie es dem deutschen Recht bekannt ist (§§ 1094 ff. BGB), kann nicht begründet werden. Gesetzliche Vorkaufsrechte gibt es unter anderem bei Miteigentümern gegenüber jedem Nichtmiteigentümer (Art. 682 Abs. 1 ZGB) oder bei landwirtschaftlichen Grundstücken vor allem für nahe Verwandte des Verkäufers, die als Selbstbewirtschafter geeignet sind (Art. 682a ZGB). Die Frist für die Ausübung des Vorkaufsrechts beträgt drei Monate.